# 三蕊兰
三蕊兰（学名：Neuwiedia singapureana）为兰科三蕊兰属下的一个种。